# Universidad de Balj
La Universidad de Balj es una universidad pública ubicada en Mazari Sharif, Provincia de Balj, Afganistán.

## Historia
Fue fundada el miércoles 16 de marzo de 1988, en la época de la república socialista, durante la presidencia de Mohammad Najibulá.
Después de la intervención estadounidense de 2001, universidades de ese país y de Pakistán colaboraron en el mejoramiento de la Universidad de Balj.
Hacia 2008, la universidad tenía unos 5.500 estudiantes. Es la tercera más grande en Afganistán después de las de Kabul y de Nangarhar.

## Facultades
La Universidad de Balj inició oficialmente sus actividades en 1989 con cuatro facultades: Ingeniería; Literatura y Humanidades; Economía; Agricultura. Ese mismo año se agregó la de Medicina. Ya con el Estado Islámico, se agregaron la de Ley y Ciencia Política (1993) y la de la Sharia (1994). En 2004 se le incorporó el Instituto Pedagógico (fundado en 1987), bajo el nombre de Facultad de Educación.

## Acuerdos con otras instituciones
Mediante el Programa de Fortalecimiento de Educación Superior, patrocinado por el Banco Mundial, la Universidad de Balj estableció varios acuerdos de cooperación académica:
- con la Universidad Estatal de Kansas (EUA);
- con el Instituto Técnico de Asia;
- acuerdo trilateral académico entre la Universidad de Balj, la Estatal de Kansas y la Universidad Selyúcida (Turquía);
- con la Universidad Técnica de Berlín en Tecnologías de la Información;
- asimismo, también le beneficia el acuerdo del Ministerio de Educación Superior de Afganistán y la Universidad Ruhr de Bochum (Alemania) sobre cooperación académica con las facultades de economía de las universidades afganas.